# Krim Krim
Krim Krim est une petite ville du Tchad.
Elle est le chef-lieu du département du Guéni dans la région du Logone Occidental.